# Saint-Brieuc
Saint-Brieuc (bretonsky: Sant-Brieg; galsky: Saent-Bérieu nebo Saent Berioec) je francouzské město, leží v bretaňském departementu Côtes-d'Armor na břehu Lamanšského průlivu. Podle sčítání lidu z roku 1999 ho obývá 46 087 obyvatel, ti se nazývají Briochines. Město bylo až do poloviny 20. století trojjazyčné, poté bretonštinu a galštinu francouzština zcela vytlačila.

## Ekonomika

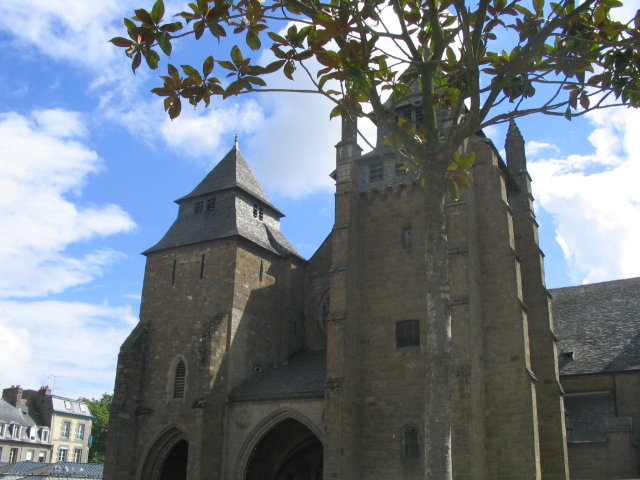
Katedrála svatého Štěpána v Saint-Brieuc

Hlavními ekonomickými odvětvími jsou průmysl metalurgický, chemický, potravinářský; výroba domácích spotřebičů a kartáčů.
Saint-Brieuc leží na železniční trati TGV Atlantique, kromě toho je nedaleko města letiště Saint-Brieuc-Armor (IATA: SBK; ICAO: LFRT).

## Osobnosti města
- Auguste Villiers de l'Isle Adam (1838 – 1889), spisovatel
- Octave-Louis Aubert (1870 – 1950), spisovatel a vydavatel
- Patrick Dewaere (1947 – 1982), herec

## Partnerská města
- Aberystwyth, Wales, Velká Británie
- Agia Paraskevi, Řecko
- Alsdorf, Německo